# 中铁第四勘察设计院
中铁第四勘察设计院集团有限公司，简称铁四院，是中华人民共和国一家综合性勘测设计、研究开发企业。公司原为铁道部第四勘察设计院，成立于1953年，为中国铁建全资子公司，总部位于湖北省武汉市。

## 历史
铁四院前身为1953年2月4日成立的铁道部设计局中南设计分局，为当时成立的四个地区铁路设计分局之一。1956年，分局扩编并更名为铁道部第四设计院。1984年，铁四院开始实行事业单位企业化管理，对内称铁道部第四勘测设计公司，对外称中国东方工程咨询公司，1984年恢复原名称。2002年，设计院改制为企业，2003年从铁道部划归中国铁道建筑总公司。

## 工程项目

### 普速铁路
- 黎湛铁路
- 汉丹铁路
- 鹰厦铁路
- 襄渝铁路
- 焦柳铁路
- 湘黔铁路
- 京九铁路

### 高速铁路
- 武广客运专线
- 沪杭客运专线
- 广深港客运专线
- 宁杭客运专线
- 杭甬客运专线
- 杭黄客运专线
- 昌赣客运专线
- 徐连高速铁路
- 黄黄高速铁路
- 深湛铁路深圳西丽至江门段

### 城市轨道交通
- 武汉轨道交通1号线、2号线、4号线、5号线、8号线
- 广州地铁2号线
- 苏州地铁1号线、2号线、5号线
- 上海地铁14号线
- 北京地铁17号线
- 成都地铁6号线
- 杭州地铁5号线、8号线、16号线
- 昆明地铁1号线、2号线、6号线
- 无锡地铁1号线、2号线、4号线

### 城际 / 市域铁路
- 武咸城际铁路
- 武黄城际铁路
- 武仙城际铁路
- 郑开城际铁路
- 广肇城际铁路
- 穗深城际铁路
- 温州市域铁路S1线
- 杭海城际铁路
- 金华轨道交通金义东线
- 台州市域铁路S1线

### 磁悬浮 / 新型交通
- 长沙磁浮快线
- 广州黄埔有轨电车1号线
- 天水有轨电车
- 武夷新区旅游观光轨道交通

### 其他
- 郑州北站扩建三期工程
- 大瑶山隧道
- 武汉长江隧道
- 南京长江隧道
- 狮子洋隧道
- 广州南站
- 武汉站
- 南京南站
- 广州白云站